# Euphorbia bifida
Euphorbia bifida är en törelväxtart som beskrevs av William Jackson Hooker och George Arnott Walker Arnott. Euphorbia bifida ingår i släktet törlar, och familjen törelväxter. Inga underarter finns listade i Catalogue of Life.